# Quai d'Orsay (film)
Quai d'Orsay è un film francese del 2013 diretto da Bertrand Tavernier.
Il film è basato sull'omonimo fumetto di Christophe Blain e Abel Lanzac.

## Trama
Dopo essersi laureato all'École nationale d'administration, che forma i dirigenti francesi nel settore pubblico e privato, Arthur Vlaminck ottiene un lavoro come speechwriter al Ministero degli Esteri. I consiglieri anziani in servizio non vedono di buon occhio un nuovo arrivato di talento che potrebbe diventare un concorrente, ma le sue capacità sono riconosciute dal Ministro e, soprattutto, da Maupas, il funzionario di carriera a capo del dipartimento. Tuttavia, trovare le parole giuste per una situazione mondiale in continuo cambiamento e per le reazioni sempre diverse del Ministro non è un compito facile. Il protagonista fa passare le bozze scritte in fretta e furia da Maupas e da altri consiglieri di alto livello, che le respingono, per poi scoprire che le esigenze del Ministro sono cambiate. 
Scrivere il discorso di un ministro non è cosa facile: il capo di gabinetto lo approva, gli altri consiglieri lo denigrano; occupare un angolo dell'ufficio per scrivere le bozze senza essere disturbati dal frequente andirivieni del Ministro richiede molta pazienza; avvicinarsi al capo della diplomazia per comunicargli alcune informazioni sembra impossibile... Così sono riassunte le giornate di Arthur Vlaminck, nel racconto che fà la sera al suo compagno, un insegnante impegnato a sinistra come lui. 
Il discorso pronunciato alla fine del film dal Ministro riprende le parole del discorso realmente tenuto da Dominique de Villepin al Consiglio di sicurezza delle Nazioni Unite, durante il quale ha contraddetto le affermazioni di Colin Powell e Donald Rumsfeld e ha sostenuto con passione la necessità di disarmare l'Iraq ma non di invaderlo.

## Riconoscimenti
- Premi César
  - 2014: migliore attore non protagonista (Niels Arestrup)
- Premi Lumière
  - 2014: rivelazione maschile (Raphaël Personnaz)
- Globes de Cristal
  - 2014: miglior attore (Niels Arestrup)